# Cartuxa de Aula Dei
A Cartuxa de Aula Dei (em castelhano:  Cartuja de Aula Dei) é um mosteiro cartuxo localizado a cerca de 10 quilómetros ao norte da cidade de Saragoça, em Aragão, no noroeste da Espanha. Foi declarado monumento nacional em 16 de fevereiro de 1983.

## Frescos
A principal decoração interior consiste num ciclo de 11 grandes frescos em volta da igreja monástica sobre a Vida da Virgem pintados entre 1772 e 1774 por Francisco Goya. Apenas 7 dos 11 frescos originais permanecem agora. O interior da igreja, como seria de se esperar para uma comunidade fechada, ficou aberto até agosto de 2012 para visitantes seleccionados apenas por algumas horas por mês. Por causa da história de acesso limitado do edifício, os frescos permanecem em grande parte não estudados, apesar de ser talvez o trabalho inicial mais impressionante de Goya.

## Século XXI
Os cartuxos deixaram o mosteiro em agosto de 2012, mas pediram à comunidade Chemin Neuf que viesse e continuasse a sua missão de rezar e receber os visitantes. Como uma comunidade não enclausurada, Chemin Neuf pode dar acesso aos frescos de Goya semanalmente (em vez de mensalmente).